# صموئيل غريغ
صموئيل غريغ (بالإنجليزية: Samuel Gregg)‏ هو معالج مثلي ‏ أمريكي، ولد في 1 يوليو 1799 في نيو بوسطن في الولايات المتحدة، وتوفي في 25 أكتوبر 1872 في أميرست في الولايات المتحدة.